# Walk on the Wild Side & Other Hits
Walk on the Wild Side & Other Hits è una raccolta di brani di Lou Reed pubblicata nel 1992.

## Tracce
1. Walk on The Wild Side
2. Sweet Jane (live)
3. White Light/White Heat (live)
4. Sally Can't Dance
5. Nowhere At All
6. Coney Island Baby